# Blankenburg (Harz)

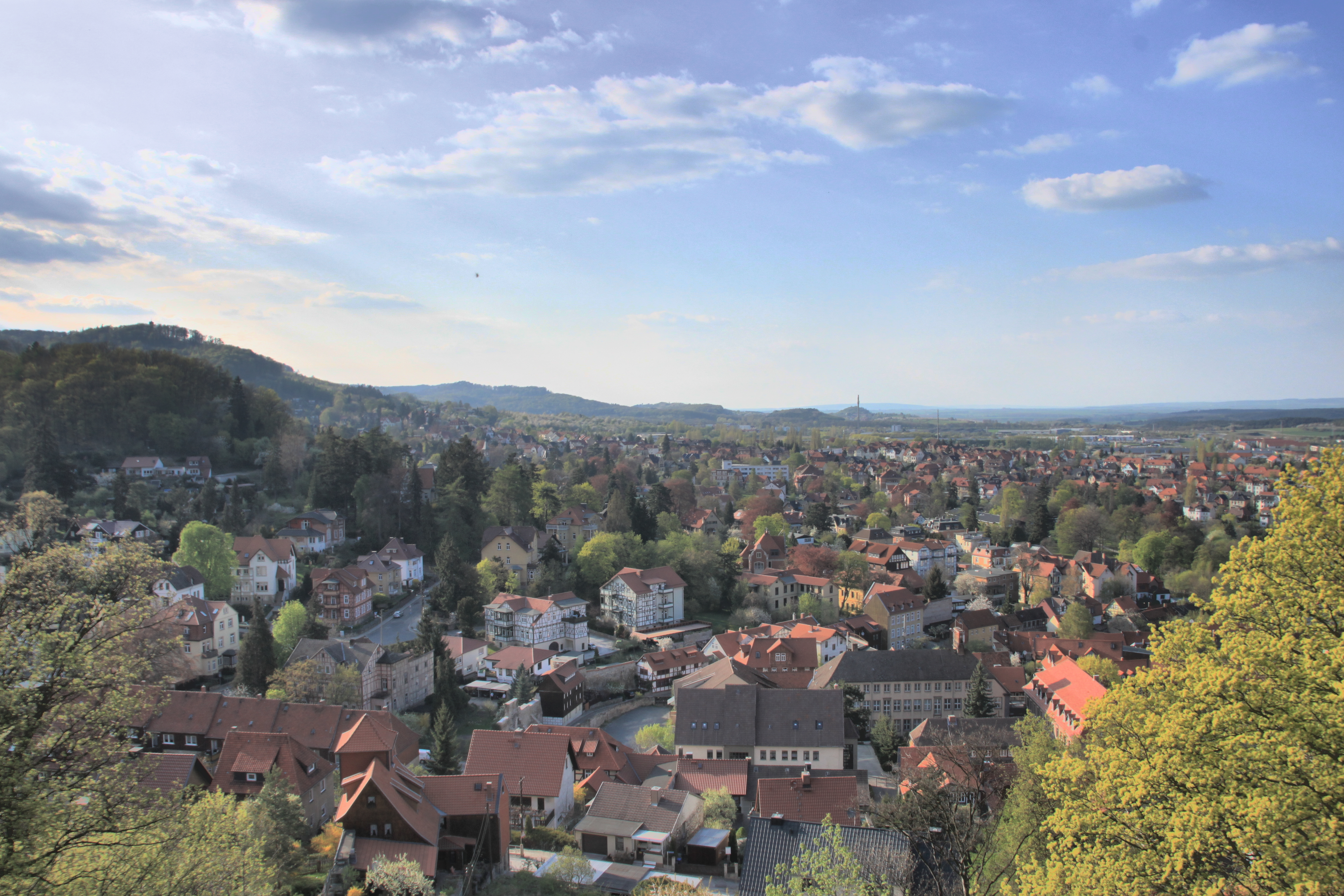

Blankenburg (Harz) je město a lázeňský resort v zemském okrese Harz, ve spolkové zemi Sasko-Anhaltsko, v Německu. Leží při severním úpatí pohoří Harz, 19 kilometrů jihozápadně od města Halberstadt.
Po požáru v roce 1836 bylo z velké části přestavěno. Nachází se zde například stará radnice, hrad s rozmanitými sbírkami, muzeum starožitností a několik kostelů. Ve městě sídlí lázně, nabízející koupele s borovým jehličím a nemocnice zaměřená na nervová onemocnění. V blízkosti je skála zvaná Teufelsmauer (Čertova zeď), ze které lze vidět pláně i rokle v pohoří Harz.

## Geografie
Město Blankenburg (Harz), leží na severním okraji pohoří Harz, ve výšce asi 234 m n. m. Nachází se západně od Quedlinburgu, jižně od Halberstadtu a východně od Wernigerode. Severozápadní částí městského centra protéká potok Goldbach.

## Historie

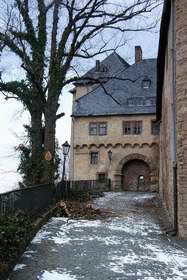
Hrad Blankenburg

Stopy po osídlení tohoto území pocházejí již z paleolitu, ale první písemná zmínka o Blankenburgu je z roku 1123, kdy saský vévoda a pozdější král a císař Svaté říše římské Lothar III. jmenoval Poppa, synovce biskupa Reinharda z Blankenburgu hrabětem na hradě, stojícím na holé vápencové skále na místě současného hradu. Od něj bylo také odvozeno jméno města (Blank = něm. holý).
Hrabě Poppo I. z Blankenburgu velmi pravděpodobně pocházel z franckého rodu Reginbodonenů. Jeho potomci byli mimo jiné pány nedalekého hradu Regenstein a začali se po něm i psát. Ten byl lénem od Halberstadtského biskupství.
V roce 1180/82 byl Blankenburg zpustošen císařem Fridrichem I., protože slíbil loajalitu Jindřichu Lvovi z rodu Welfů. V roce 1386 byl opět masivně poničen.
Po smrti posledního hraběte z Regensteinu v roce 1599, přešlo léno zpět do majetku vévodů brunšvicko-lüneburských. V průběhu třicetileté války na Blankenburg zaútočil Albrecht z Valdštejna a v roce 1625 jej dobyl. Devět dělových koulí zaseknutých v městských hradbách obléhání dodnes připomíná.

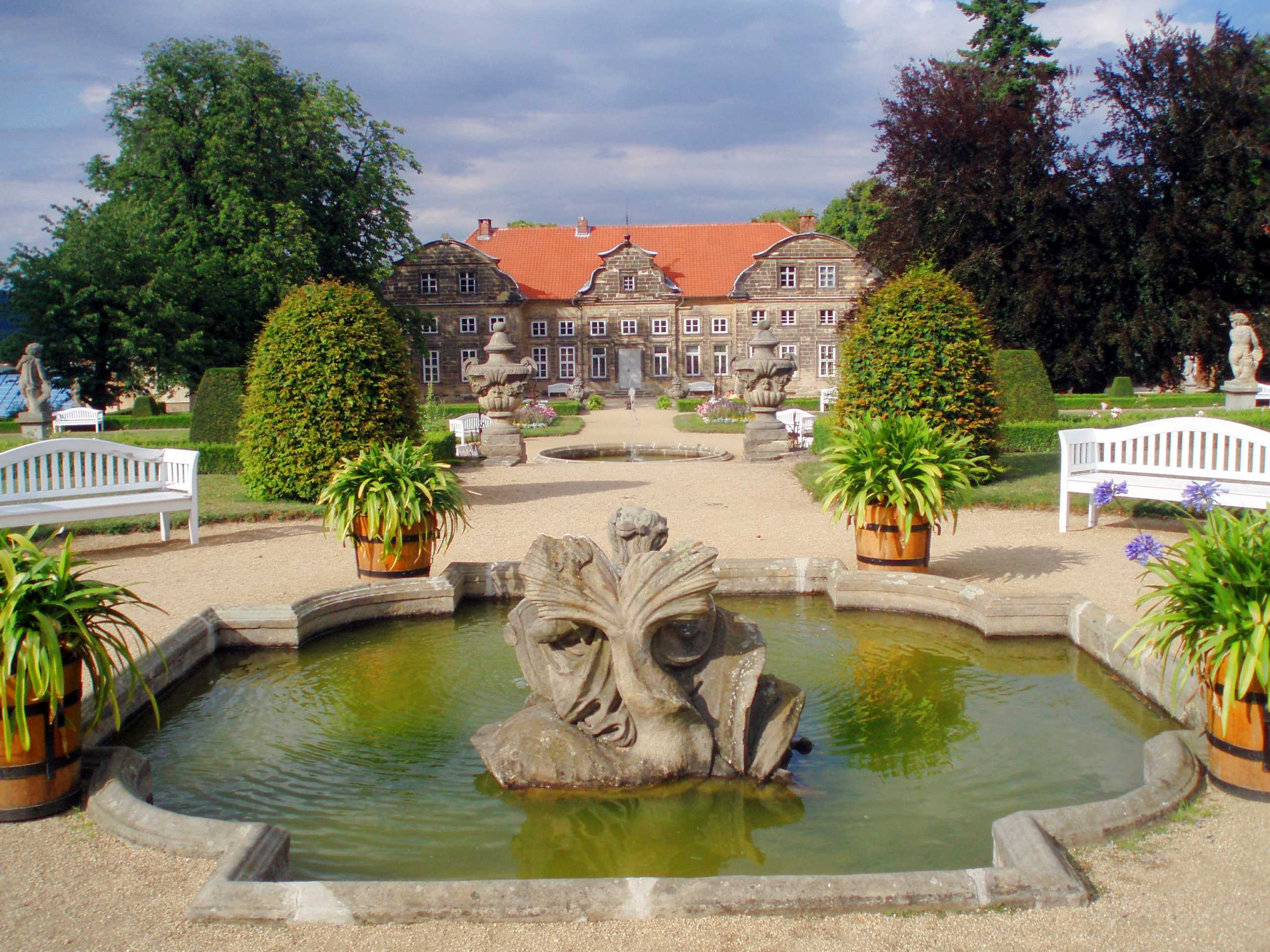
Malý zámek a park

Vévodové Brunšvicko-Lünenburští si z města vytvořili v 17. století svoje druhé sídlo a to za vlády vévody Ludvíka Rudolfa (1690–1731) zažilo období rozkvětu. V této době bylo hrabství Blankenburg povýšeno na říšské knížectví (Reichsfürstentum), ale v roce 1731, poté, co se stal Ludvík Rudolf vévodou, bylo znovu sjednoceno s vévodstvím Brunšvicko-Lünenburským, pod nímž už zůstalo. Z této doby se nám také zachoval dnešní "Malý zámek" (Kleines Schloss) s jeho terasovitými zahradami. Od roku 1807, do roku 1813 byl Blankenburg součástí Vestfálského království.
Během sedmileté války se město díky své neutralitě stalo útočištěm pro brunšvický dvůr. Ludvík XVIII. se ve městě skrýval po svém útěku z Dillingenu, a to v letech 1796 až 1798.

## Hospodářství a infrastruktura
Nejdůležitějšími ekonomickými odvětvími jsou v Blankenburgu turismus a lázeňský a zdravotní průmysl. Kromě toho zde najdeme několik malých a středně velkých podniků. Největším průmyslovým koncernem ve městě je firma FEW Fahrzeug- und Entwicklungswerk Blankenburg GmbH se 160 zaměstnanci, která vznikla kolem roku 1973. Druhým největším zaměstnavatelem ve městě je se svými ca 60 zaměstnanci Harzer Werke Motorentechnik, který vznikl z železáren založených kolem roku 1870.